# Івашкино (Нижньогородська область)
Івашкино (рос. Ивашкино) — село в Вадському районі Нижньогородської області Російської Федерації.
Населення становить 212 осіб. Входить до складу муніципального утворення Вадська сільрада.

## Історія
Від 2009 року входить до складу муніципального утворення Вадська сільрада.

## Населення
| 1999 | 2002 | 2010 |
| ---- | ---- | ---- |
| 136  | ↗157 | ↗212 |